# Museu de Montserrat
El Museu de Montserrat és una institució museística catalana, existent al monestir de Montserrat, a Monistrol, declarada museu d'interès nacional per la Generalitat de Catalunya. En tant que part integrant de l'abadia, el museu té l'estatut propi d'una institució eclesiàstica, realitat que no entra en conflicte amb la voluntat del museu de presentar públicament mostres del millor art produït en territori català.

## L'edifici

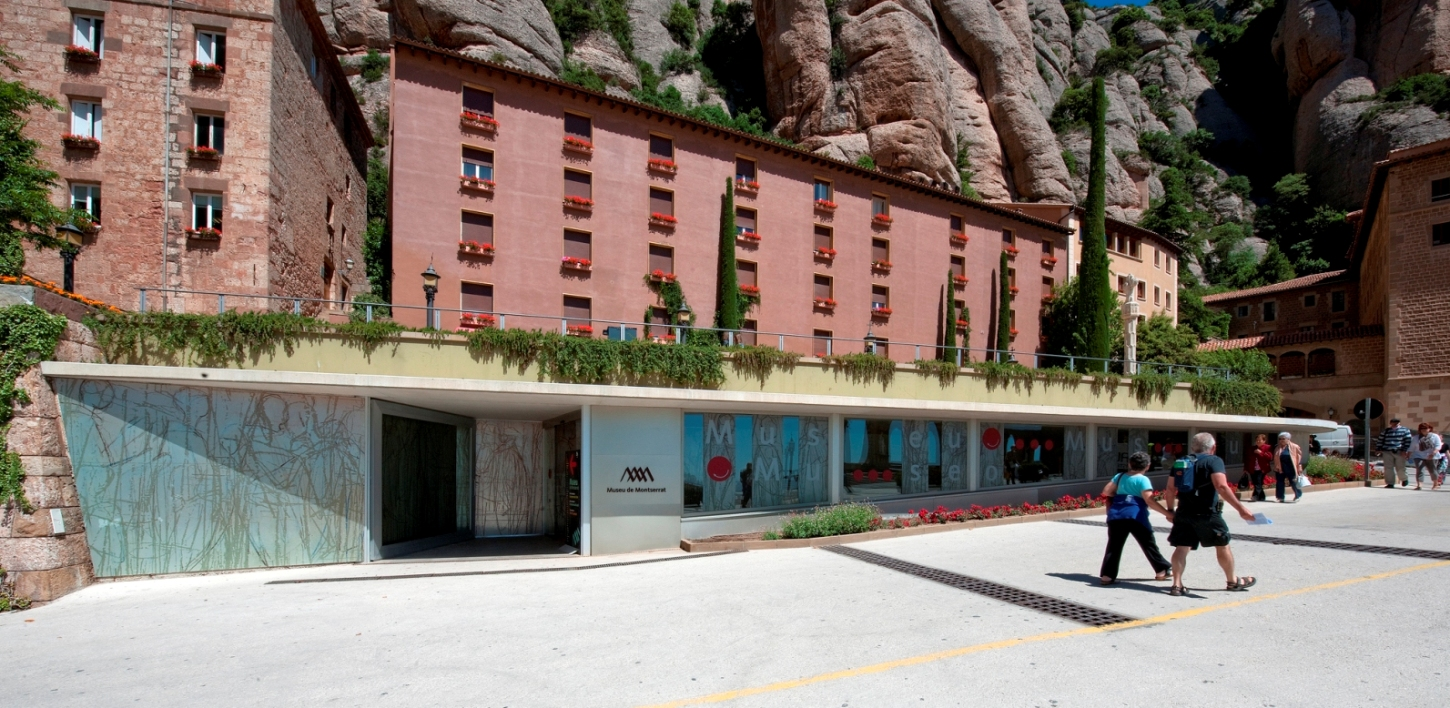
Museu de Montserrat

El museu ocupa tot l'espai que hi ha sota les tres places que precedeixen l'entrada al monestir, obra de Josep Puig i Cadafalch, executada entre 1928 i 1933. El projecte de Cadafalch data de 1929; es va elaborar amb la col·laboració de Joan Torras i Guardiola i la seva qualitat arquitectònica a nivell d'estructures el fa molt interessant. Així doncs, el vestíbul —que originàriament acollia els rentadors i estenedors de roba, a més d'espais de residència ocupats per personal del santuari— es divideix en dotze espais coberts amb volta catalana de rajola, també catalana. La planta superior del museu, que Puig i Cadafalch havia ideat perquè acollís un restaurant, se sosté servint-se de jàsseres Vierendel d'acer, ancorades a la muntanya i a la façana de l'edifici que salva el desnivell entre places tot traçant arcs parabòlics. Per la seva part, la planta inferior, que originàriament havia d'acollir un aparcament, penja de les jàsseres anteriors gràcies a uns fins tirants d'acer, que permeten que l'espai interior quedi lliure de tot obstacle i s'adeqüi perfectament a la funció per què havia estat dissenyat.
L'espai dissenyat per Puig i Cadafalch va quedar obsolet al cap de quaranta anys, i l'any 1982 es rehabilità com a museu; en fou objecte d'una ampliació l'any 2004.

## Història
La col·lecció del museu inclou el patrimoni artístic i arqueològic de l'abadia, i el seu origen cal situar-lo en el que s'anomenà Museu Bíblic, fundat l'any 1911 a partir dels materials de l'Orient bíblic portats pel P. Bonaventura Ubach dels seus viatges al Sinaí, Jerusalem, Bagdad, Beirut i El Caire, que es reorganitzaren seguint criteris estrictament arqueològics l'any 1962. Aquesta col·lecció inicial, l'enriquí l'abat Antoni Maria Marcet (1878-1946) amb un conjunt de pintura antiga adquirit a Roma i Nàpols entre 1911 i 1920, en què destaca un Caravaggio de primer ordre (Sant Jeroni penitent), però on també hi ha mostres d'art profà (com el retrat de Jean de La Fontaine, pintat per Jacint Rigau, que és l'únic fet en vida del poeta francès). La col·lecció de pintura antiga també fou ampliada amb les adquisicions fetes per l'abat Escarré (1908-1968), a més d'altres donacions.
El gran pas endavant, però, va tenir lloc l'any 1982 amb la incorporació del llegat del centenari col·leccionista i empresari tèxtil Josep Sala i Ardiz (1875-1980), que enriquí el museu amb una extraordinària col·lecció especialment d'art català dels segles xix i xx (Ramon Martí Alsina, Joaquim Vayreda, Santiago Rusiñol, Ramon Casas, Nonell, Mir, el Picasso jove, etc.). Altres grans col·leccions posteriors que s'hi afegiren foren la Sensat, la de l'arquitecte Xavier Busquets i Sindreu (l'any 1990), que incorporà pintures dels impressionistes francesos (Monet, Sisley, Degas, Pissarro, etc.), a més de materials arqueològics, i diverses peces procedents de la família Cusí (especialment un extraordinari Dalí de la primera època i diversos dibuixos seus).
Diversos monjos han estat responsables del museu, però la gran empenta la hi donà el P. Josep de C. Laplana, historiador de l'art, que ha donat un relleu extraordinari a l'entitat i l'ha situat entre els grans museus de Catalunya.
El 2015 va inaugurar un Espai d'Art Sean Scully a Santa Cecília de Montserrat.

## Galeria d'obres

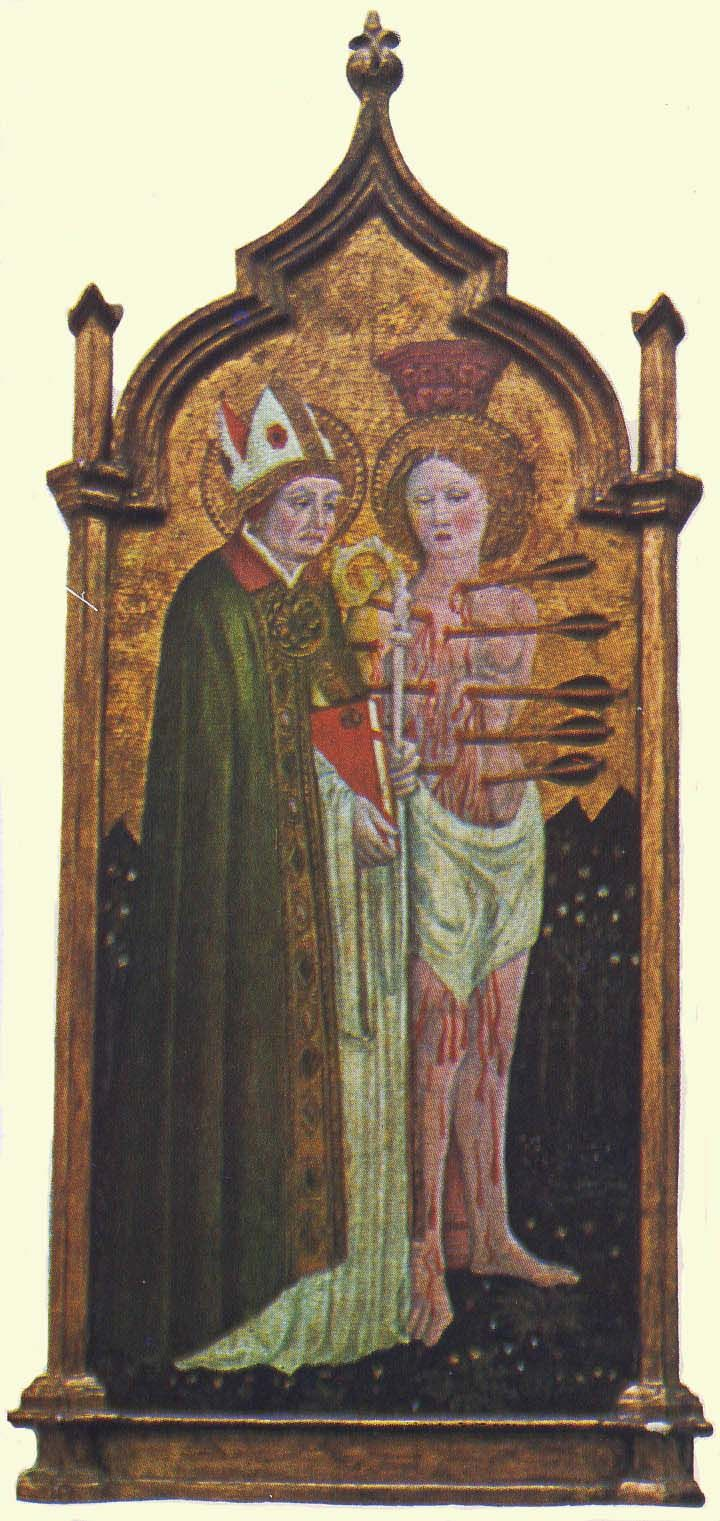
Sant Fabià i Sant Sebastià de Benedetto Bonfigli (s. XV)
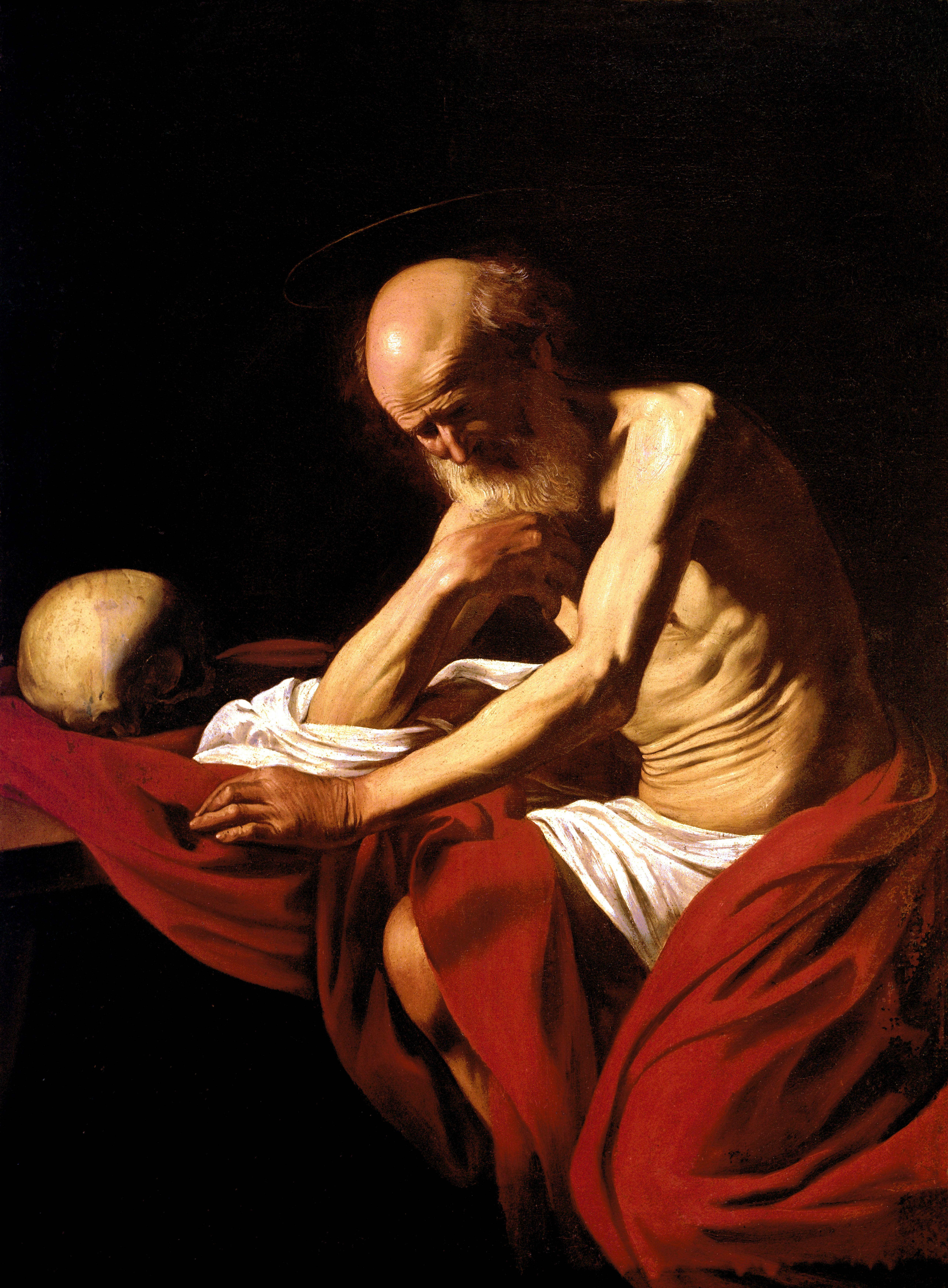
Sant Jeroni de Caravaggio
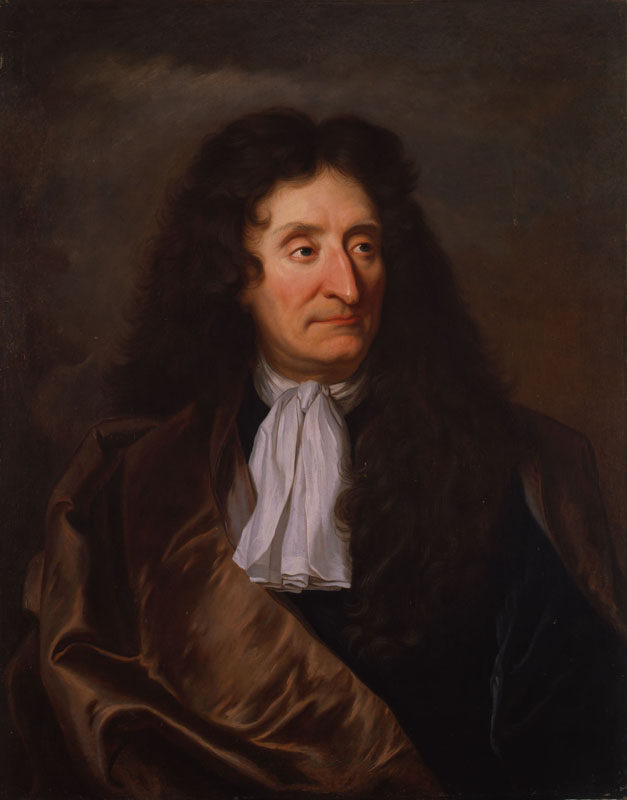
Jean de La Fontaine, oli sobre tela de Jacint Rigau
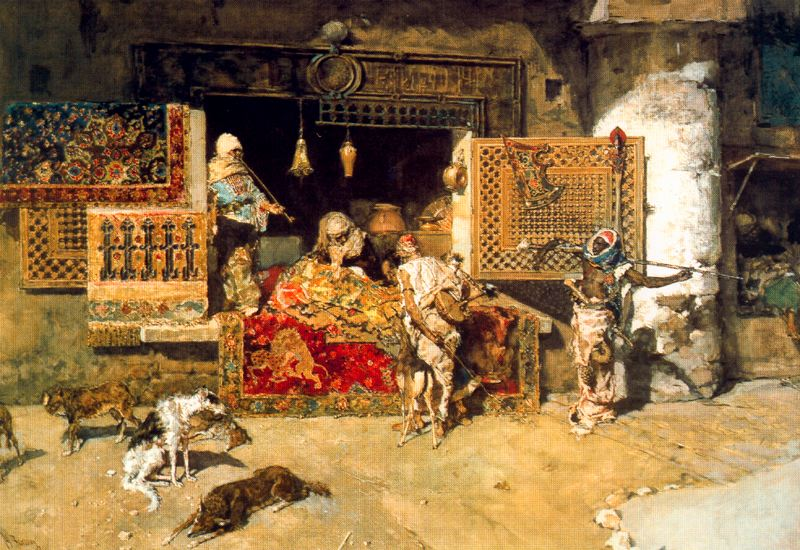
El venedor de tapissos de Marià Fortuny
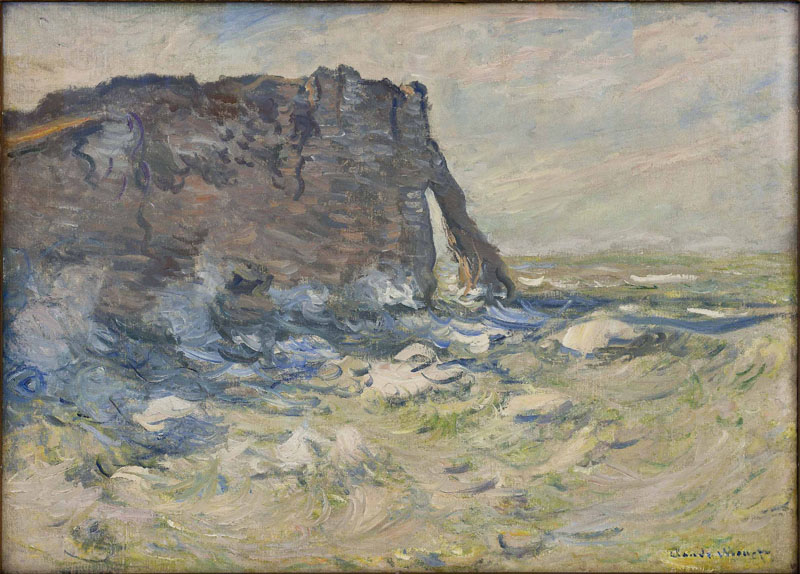
Porte d'Aval, per Claude Monet
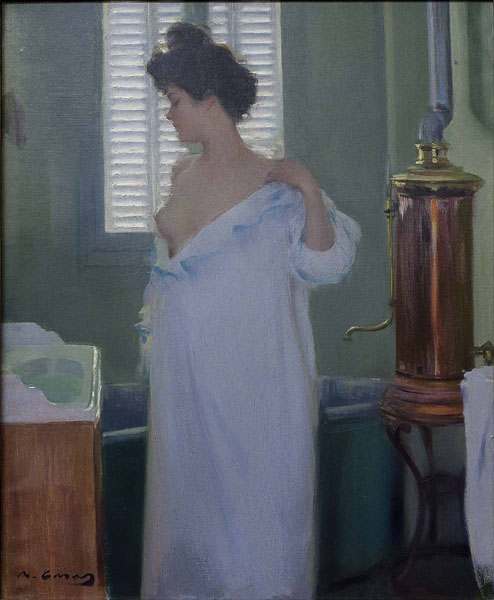
Abans del bany, de Ramon Casas
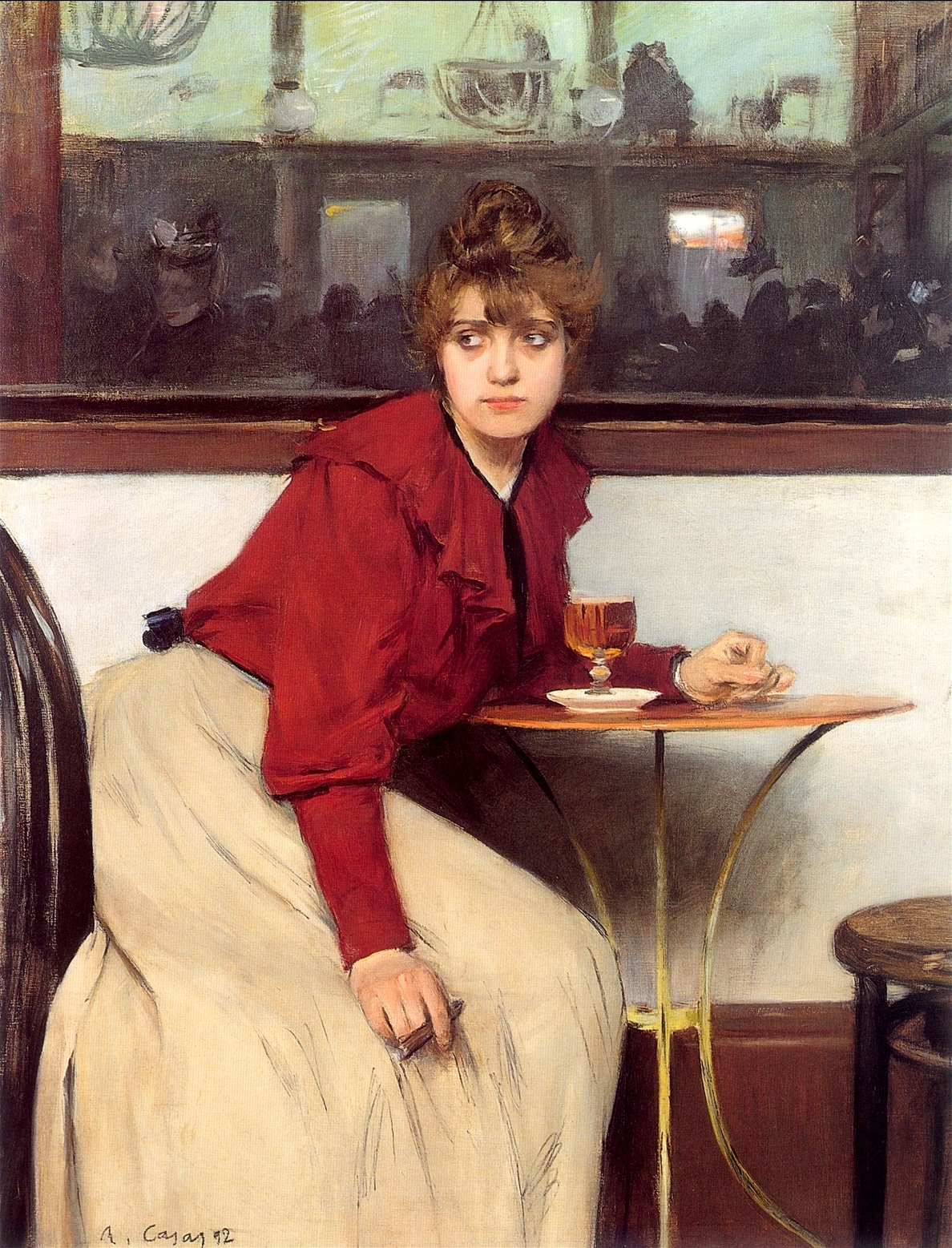
Madeleine, de Ramon Casas
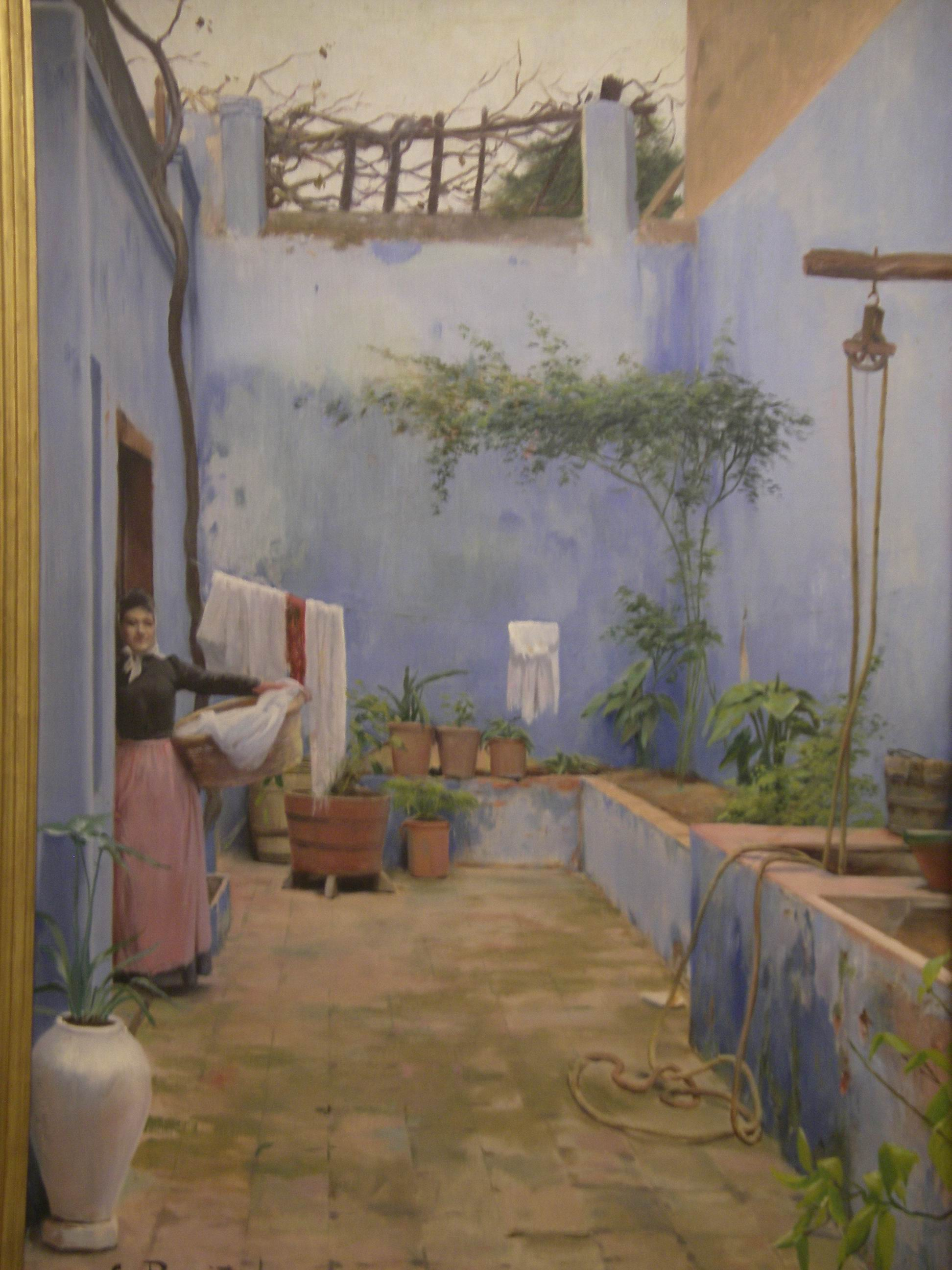
El pati blau, de Santiago Rusiñol
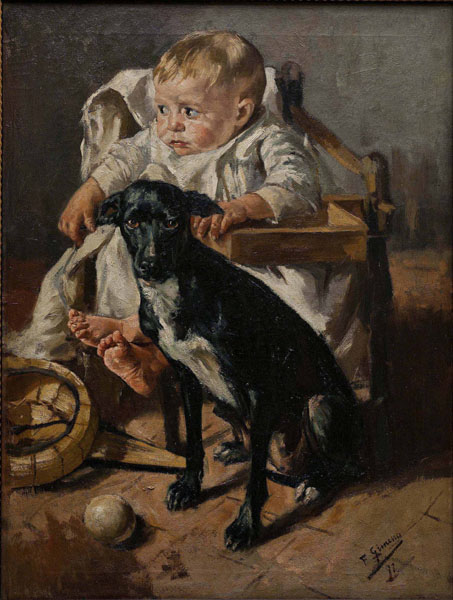
La petita i el bon companyó, de Francesc Gimeno
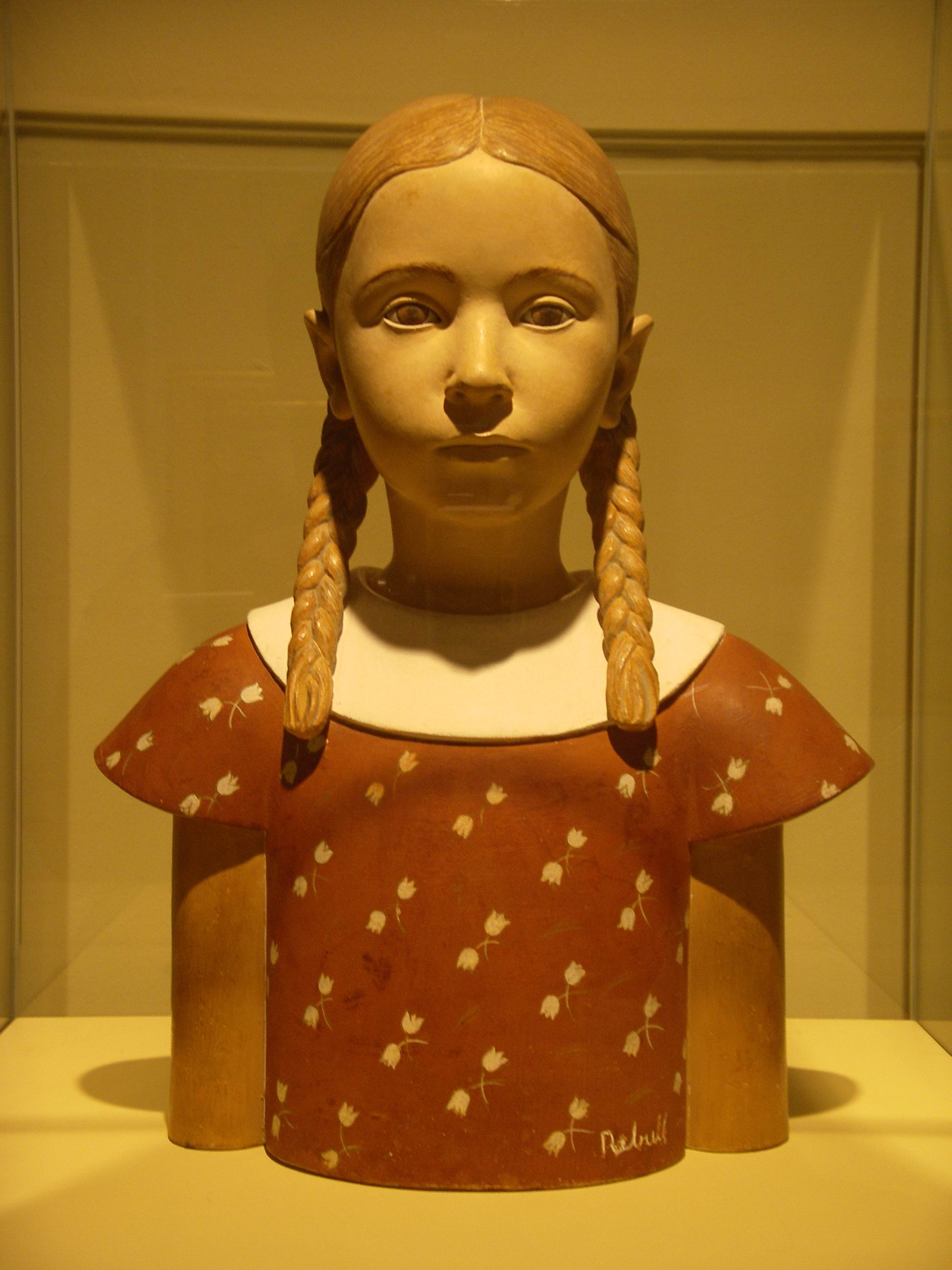
La nena, de Joan Rebull
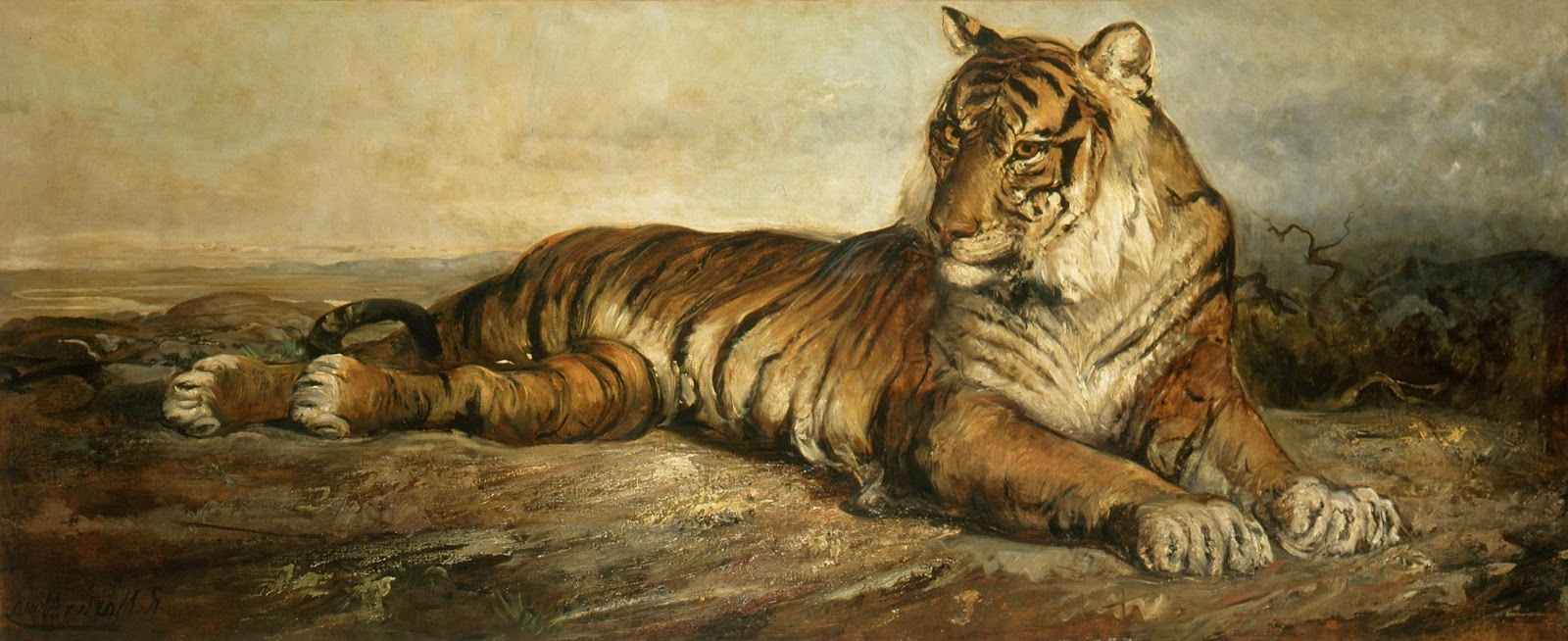
Tigre, de Martí Alsina
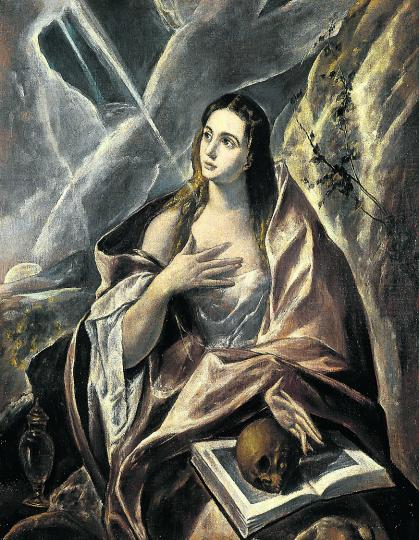
La Magdalena penitent, atribuïda a El Greco